# Francisco Molina
Pour les articles homonymes, voir Molina.
Francisco Molina Simón (né le 29 mars 1930 à Súria en Catalogne et mort le 14 novembre 2018) est un joueur de football international chilien d'origine espagnole, qui évoluait au poste d'attaquant, avant de devenir ensuite entraîneur.

## Biographie

### Carrière de joueur

#### Carrière en club
Francisco Molina joue avec le club espagnol de l'Atlético Madrid pendant quatre saisons. Il dispute avec cette équipe 58 matchs en première division espagnole, inscrivant 33 buts. Il marque 17 buts lors de la saison 1955-1956, ce qui constitue sa meilleure performance.

#### Carrière en sélection
Francisco Molina reçoit sept sélections en équipe du Chili entre 1953 et 1959, inscrivant sept buts. Toutefois, certaines sources font mention de sept sélections et huit buts.
Il participe avec l'équipe du Chili au Championnat sud-américain de 1953. Lors de cette compétition, il inscrit un triplé contre l'Uruguay, puis deux doublés, contre l'Équateur et le Brésil. Il marque ensuite un dernier but contre la Bolivie. Il termine meilleur buteur de cette compétition.

## Palmarès

### Palmarès en club
| Santiago Wanderers - Championnat du Chili : - Vice-champion : 1949. |  | Atlético Madrid - Coupe d'Espagne : - Finaliste : 1955-56. |  | Audax Italiano - Championnat du Chili (1) : - Champion : 1957. |  | Universidad Católica - Championnat du Chili (1) : - Champion : 1961. - Coupe du Chili : - Champion : 1961. |

### Palmarès en sélection
Chili
- Championnat sud-américain :
  - Meilleur buteur : 1953 (7 buts).